# Alternarioza pomidora

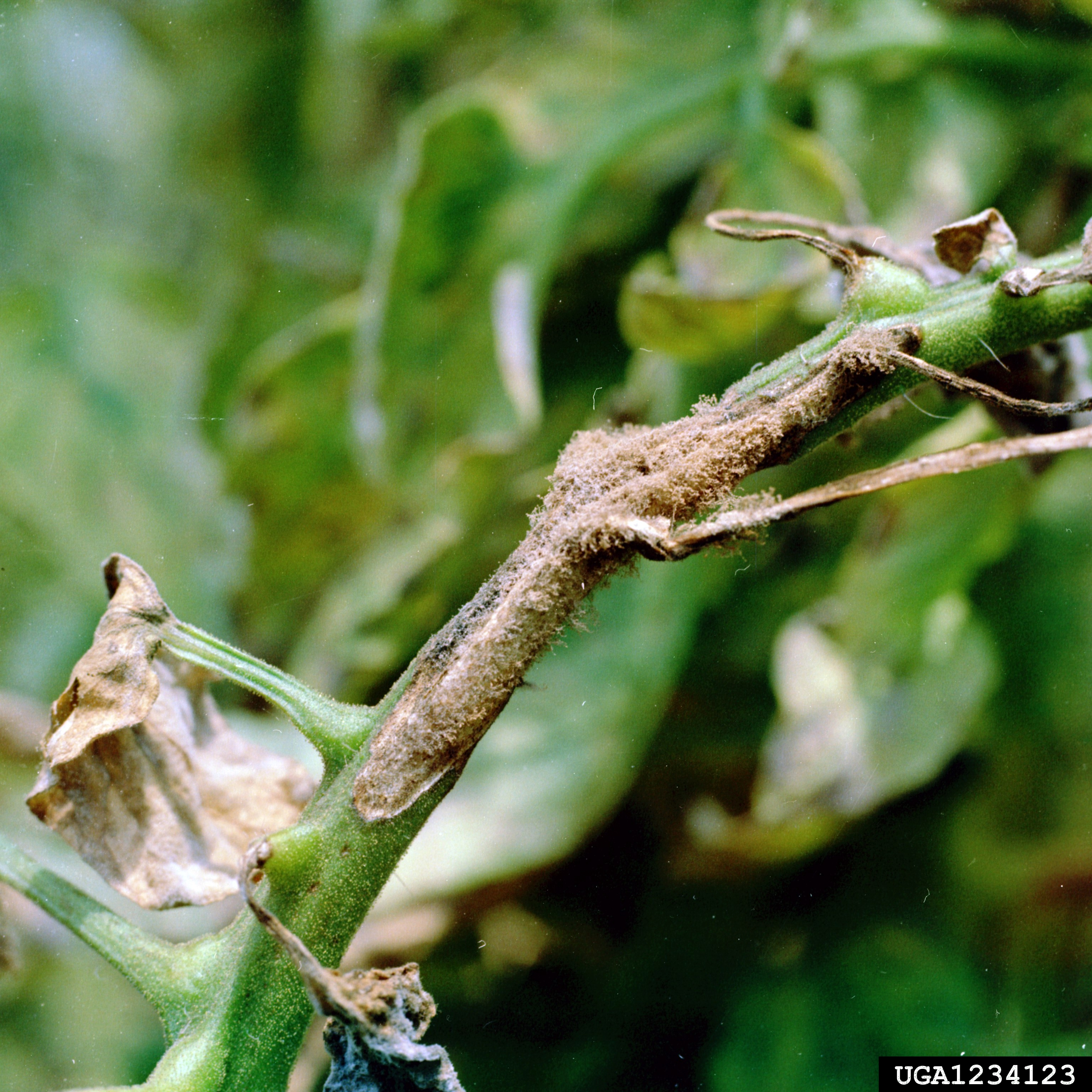

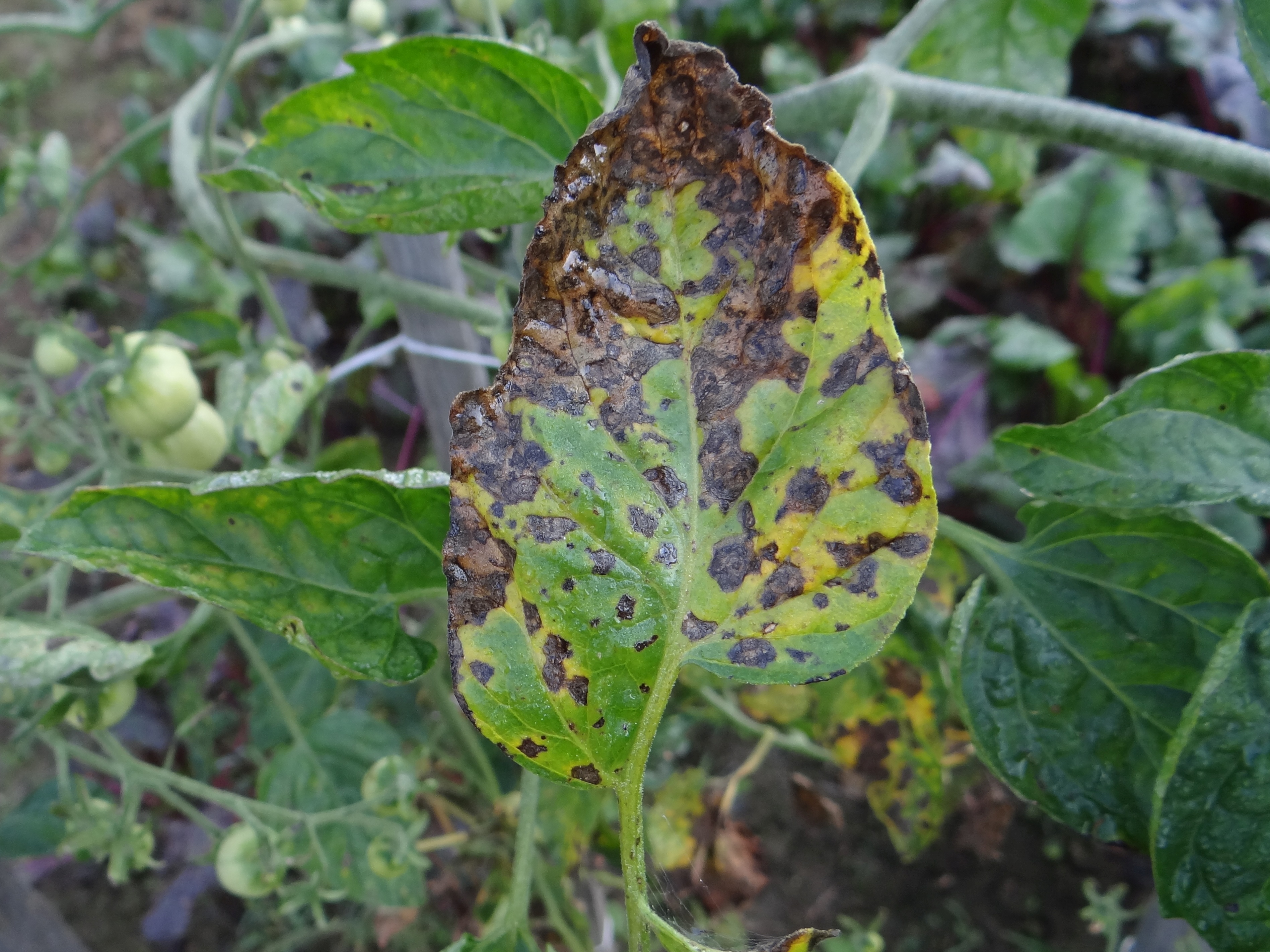

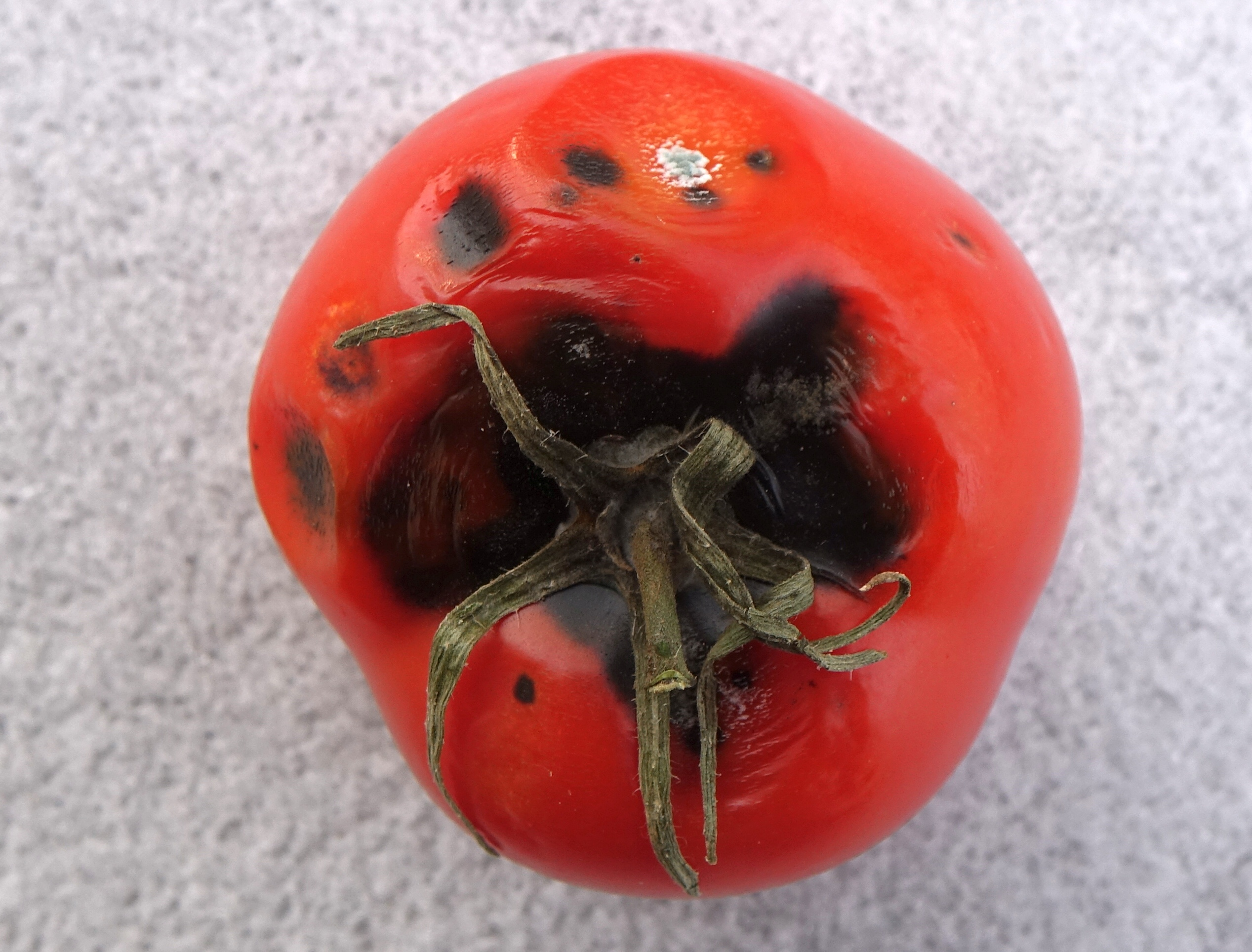
Alternarioza na owocu

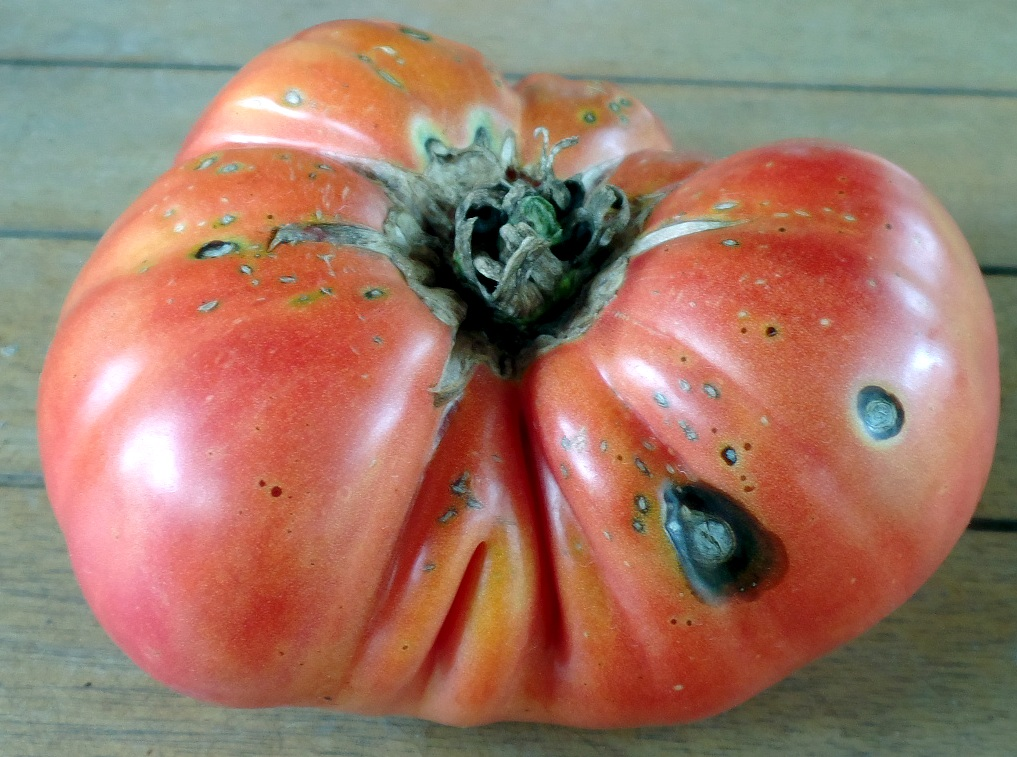
Alternarioza na owocu

Alternarioza pomidora (ang. early blight of tomato) – grzybowa choroba pomidora z grupy alternarioz, wywołana przez Alternaria solani.

## Objawy i szkodliwość
Alternarioza pomidora może porażać prawie wszystkie części rośliny pomidora, w tym liście, łodygi i owoce. Rośliny mogą nie obumrzeć, ale będą osłabione i zawiążą mniej pomidorów niż zwykle. Choroba zazwyczaj atakuje starsze rośliny, ale może również wystąpić na sadzonkach. Szczególnie podatne są rośliny osłabione. Alternarioza pomidora jest czasami mylona z septoriozą pomidora, podczas której liście również żółkną i usychają, ale podczas septoriozy w obrębie plam tworzą się owocniki patogena. W Polsce patogen Alternaria solani występuje jeszcze na ziemniakach, powodując alternariozę ziemniaka, oraz na papryce, u której wywołuje alternariozę papryki.
Alternarioza pomidora może pojawić się nawet na liścieniach. Na sadzonkach poraża liście i łodygę. Na rozwiniętych już roślinach pierwsze objawy pojawiają się na starszych liściach. Są to ciemne, koncentrycznie strefowane plamy. Ich okolice mogą żółknąć, a porażone liście mogą przedwcześnie obumierać, narażając owoce na oparzenia słoneczne. Również na łodygach tworzą się niewielkie, ciemne i lekko zapadnięte plamy. Później również stają się koncentrycznie strefowane, jak plamy na liściach. Plamy, które tworzą się w dolnej części łodygi mogą powodować opadanie łodygi lub jej zgniliznę. Rośliny mogą przetrwać, ale nie będą się dobrze rozwijać i dadzą mniej pomidorów. Na owocach pomidora, zazwyczaj przy nasadzie ich szypułek, oraz w miejscach osłabienia lub uszkodzenia skórki pojawiają się plamy, tworząc ciemny, zapadnięty obszar z koncentrycznymi pierścieniami. Dojrzałe zmiany w owocach są zazwyczaj pokryte czarną aksamitną masą zarodników grzybów. Może to dotyczyć zarówno zielonych, jak i dojrzałych pomidorów. Przy dalszym rozwoju choroby na owocu, w wyniku parowania wody przez uszkodzoną część owocu, plama zapada się, owoc zasycha.

## Epidemiologia
Pomidory mogą zostać zainfekowane przez Alternaria solani w różny sposób. Patogen ten może znajdować się w ziemi, na nasionach lub sadzonkach. Może zimować w porażonych resztkach pożniwnych. Na resztkach tych w glebie może przeżyć ponad rok. Chociaż alternarioza może wystąpić przy każdej pogodzie, jej rozwojowi sprzyja wilgotna pogoda, częsty deszcz, a nawet obfita rosa. Rozprzestrzenianiu zarodników natomiast sprzyjają krótkie okresy suchej pogody. To jest powodem, że epidemia rozwinąć się może przy naprzemiennie występujących okresach deszczowej i bezdeszczowej pogody. W Polsce epidemia alternariozy pomidora i ziemniaka występuje dość rzadko i tylko na podatnych odmianach.

## Ochrona
Istnieje kilka odmian pomidorów odpornych na alternariozę, ale żadna nie jest na nią w pełni odporna. Nawet przy uprawie odpornych odmian, alternarioza jest częstym problemem. Ograniczyć ją może przestrzeganie zasad ograniczających rozprzestrzenianie się patogena. Do produkcji sadzonek należy używać zdrowych, a przy uprawie z sadzonek kupować je z renomowanych szkółek i sprawdzać przed posadzeniem pod kątem chorób. Należy zachować odpowiednią gęstość sadzenia, usuwać sukcesywnie dolne liście, by istniała cyrkulacja powietrza między roślinami. Należy monitorować uprawę i sygnalizacje o możliwości wystąpienia. Jeśli na roślinach pojawią się objawy choroby, zaleca się usunięcie części, a nawet całych porażonych roślin. Alternaria solani może zimować na szczątkach roślin i w glebie, po zakończeniu uprawy pomidorów usuwa się je z pola wraz z korzeniami. Na polu, na którym wystąpiła epidemia alternariozy, w następnym roku nie powinno się uprawiać pomidorów.
Gdy przewidywana jest epidemia alternarii, zaleca się profilaktyczne opryskiwanie roślin fungicydami ditiokarbaminianowymi, i tiokarbamylowymi (mankozeb lub propineb), chloronitylowymi (chlorotalonil), ftalomidowymi (folpet) lub dinitroanilinowymi (fluazynam). W przypadku wystąpieniu choroby zaleca się stosowanie fungicydów działających interwencyjnie o działaniu wgłębnym i układowym.